# Главное справочное бюро (Константинополь)
Главное справочное бюро
Организовано в мае 1920 г. в Константинополе для сбора сведений и выдачи справок о местонахождении русских эмигрантов по инициативе графини Варвары Николаевны Бобринской (урождённая Львова)(1864-1940) , впоследствии ставшей заведующей бюро. В ряде документов называется «Центральное справочное бюро», «Главное регистрационно-справочное бюро», имело печать и штамп «Главное справочное бюро при совещании по оказанию помощи русским беженцам».

## История создания
Главное справочное бюро (с августа 1921 года — Главное регистрационное бюро), создано в мае 1920 года решением Центрального объединённого комитета российских общественных организаций. Генерал Лукомский, Александр Сергеевич в мае 1920 года предложил графине Бобринской В. Н. возглавить бюро.
Из воспоминаний Бобринской В. Н. (ГАРФ, ф.5919, оп.1, д.5,л.132): «Распределение беженцев велось англичанами, но в их канцелярии царил такой хаос и такая неразбериха, что вопль стоял у всех беженцев, ни кто не знал, где кто находится. Жены были без мужей, родители без детей, и дети (не малолетние) без родителей. Я обратилась в Русское посольство с предложением взять на себя дело справочного бюро».
«Я взялась за дело и через неделю в справочном бюро были уже данные о 20 000 беженцев».
Из краткого отчёта Бобринской В. Н. 18(5) 1921 г. (ГАРФ, ф.5982, оп.1, д.1,л.6): «Приглашение в мае Лукомским организовать дело регистрации беженцев, я ясно видела перед собой две задачи, из которых одна в силу своего обще-политического характера, затемняла вторую… …Первая самая важная и самая трудная задача была путём статистических выводов выявить перед иностранцами культурное лицо беженнского коллектива и этим самым вызвать в иностранных державах соответствующее отношение».
В задачу бюро входила полная регистрация уже прибывших и ожидающихся беженцев, а также справочная работа с целью оказания им помощи в поиске родных и близких.
- Из проекта организации регистрации русских граждан эмигрировавших из России и справочного бюро.(ГАРФ, ф.5982, оп.1, д.1, л.л.4, 4об, 5, 6)
  - "Регистрация русских граждан производится с целью:

а)выяснить количество граждан покинувших родину под влиянием политических событий;
б)-в)определить возрастной, сословный и профессиональный состав эмигрантов, места расселения беженцев;
и)подвести общий итог потери культурных сил России эмигрировавших из России и т. д.
- - Для выполнения необходимо:

1.Произвести экспедиционным путём регистрацию русского населения на островах прилегающих Константинополю и Греческого Архипелага;
2.Организовать филиалы в Болгарии, Сербии.
- - Техническая сторона дела. Весь получаемый в Главном Справочном Бюро материал немедленно по поступлении переносится на карточки а) большую регистрационную; и б) малую архивную.
- Была разработана инструкция для лиц заполняющих карточки.

Справки в Бюро выдавались бесплатно.
Еженедельно составлялись справки о работе, в которых фиксировалось количество запросов из разных городов и государств.
- Сразу после создания Бюро приступило к повторной регистрации русских в Константинополе и окрестностях.. До этого в Константинополе регистрацию прибывающих из России беженцев проводили британские оккупационные власти, система их регистрации была далека от совершенства.

К концу июня 1920 года в главном справочном бюро было зарегистрировано около 25 тыс. (с адресами) беженцев из России. Это было вызвано отступлением в январе — марте 1920 г. армии генерала Деникина, которое сопровождалось потоком беженцев из российских черноморских портов в Турцию и на Балканы, .
- В ноябре 1920 г., после прибытия в Константинополь гражданских лиц, эвакуировавшихся из Крыма вместе с остатками русской армии Врангеля, картотека бюро стала быстро пополняться и в конце 1920 года достигла 190 тыс. имен с адресами.

Регистрационные данные собранные в бюро за 1921 г. не сохранились. В октябре 1921 г. бюро было закрыто из-за отсутствия средств, хотя ещё около месяца единственный служащий бюро продолжал заниматься справочной работой.
- Из отчёта графини Бобринской:

«…нравственное удовлетворение от справочного отдела получается большое. Удается соединить вместе членов семьи или указать местонахождения давно разыскиваемых родителей или детей; успокоить озабоченных о судьбе своих близких, иногда выпадает на долю Бюро тяжёлая обязанность сообщить о болезни или смерти члена семьи. Большей частью запрашивающие лица уходят удовлетворённые и по почте получаются благодарности».

## Деятельность и результаты
- Первое время Бюро приходилось на собственный риск и случайные средства производить те расходы, которые оно считало необходимыми. Наконец пришла помощь в лице С.Н.Ильина, давшего 1600 лир.
- В течение 1920 года работа персонала Бюро проходила сверх сил дозволенных официально. Ежедневная выдача личных справок колебалась от максимума 729 до минимума 90 с положительным удовлетворением запросов 25-40% и письменных справок от 357 до минимума 111 с положительным удовлетворением. В бюро работали на карточках 5 человек, ответами на запросы общего характера 2 человека. Бюджет от правительства составлял 850 лир ежемесячно.
- В бюро были сосредоточены списки всех пассажиров прибывших в Константинополь на пароходах из Крыма, Одессы, Керчи, Севастополя, Новороссийска в период 1919-22 годов. Значительная часть списков сохранилась и хранится в ГАРФе.
- Количество устных запросов в день составляло около 800 запросов.
- С. С. Ипполитов, С. В. Карпенко, Е. И. Пивовар. РОССИЙСКАЯ ЭМИГРАЦИЯ В КОНСТАНТИНОПОЛЕ В НАЧАЛЕ 1920-х ГОДОВ (Численность, материальное положение, репатриация)
- Из отчёта Бобринской В.Н. за 1920 год: "Прекращение деятельности до перевода беженцев из Константинопольского района невозможно, это единственное место централизующее русских беженцев со всего земного шара и прекращение его фактически сводилось бы к потери связи между разрозненными членами русской эмиграции".

## Акт о ликвидации собранных документов
- В октябре 1921 года условия для работы Бюро усложнились. Консулом России было предложено прекратить деятельность, а собранные документы уничтожить из-за сложности хранения.Ликвидация документов была поручена от консульства Г.П.Сланскому, а от Бюро И.И.Алейникову.
- Из Воспоминаний Бобринской В.Н.(ГАРФ, ф.5819, оп.1, д.5, лист 137 "Хроника моей жизни.Воспоминания. 1864-1930 г.):..."Желая сохранить для истории весь материал нашего справочного бюро и видя, что дело в Константинополе непрочно, я снеслась с Сербией и получила ответ, что они с радостью принимают весь материал и будут его беречь до поры до времени. Связанные в пачки бумаги и карточки нашего бюро требовали большого пространства, они занимали половину товарного вагона. Нужно было найти деньги на отправку всего этого груза. Я поехала к американскому представителю, и они согласились оплатить весь провоз до Белграда. Когда все было готово и я вновь приехала к американцам, то они мне отказали во всем, говоря что Нератов Анатолий Анатольевич и кн.Гагарин (Гагарин, Сергей Андреевич (1887—1941))- секретарь посольства - против перевоза наших бумаг. Озадаченная я поехала к Нератову, и от него узнала, что он желает, чтобы я все бумаги и карточки сожгла, чтобы они не попали в руки большевиков. Недомыслие г.г. официальных наших представителей смехотворна, если бы оно не было трагично. Я потребовала официальной бумаги о сожжении документов, сожгла большую часть, сохранив то что могла, что и передано мною в архив."
- Из Акта о ликвидации документов: 18 декабря 1922 по распоряжению Консульской части в период с 10 по 18 декабря сожжены во дворе Русского Консульства, в помещении прачечной, документы хранящиеся в бюро, в том числе цветных карточек, 73 ящика (по подсчётам бюро до 200000 шт.).
- Из записки Бобринской В.Н.: "Личное мое чувство, как и чувство всех работающих со мной остаётся неизменным, именно гордость своими соотечественниками и искрение и обоснование признание за ними качеств высшего порядка каковы: духовные сознательность. полная достоинства выдержка и ясность в несении своих несчастий".